# Chenopodium antarcticum
Chenopodium antarcticum là loài thực vật có hoa thuộc họ Dền. Loài này được (Hook.f.) Hook.f. mô tả khoa học đầu tiên năm 1880.